# Samuele di Costantinopoli
Samuele (nato  Skarlatos Chazteris (in greco Σκαρλάτος Χαντζερής?); Istanbul, 1700 – Heybeliada, 10 maggio 1775) è stato un arcivescovo ortodosso greco, patriarca ecumenico di Costantinopoli dal 1763 al 1768 e dal 1773 al 1774.

## Biografia
Dopo aver studiato alla Grande Scuola della Nazione (in greco: Μεγάλη του Γένους Σχολή, trasl. Megáli toú Genous Scholí) di Istanbul, in giovane fu ordinato diacono ed in seguito arcidiacono del patriarca Paisio II di Costantinopoli (m. 1756).

Nel 1731 fu eletto vescovo metropolita di Derco e il 24 maggio 1763 Patriarca Ecumenico, sebbene ritenesse di aver superato il limite di età per tale carica.
Durante il suo patriarcato, si occupò degli aspetti finanziari dell'amministrazione, limitando le spese e le campagne di raccolta fondi, in particolare l'usanza di chiedere l'obolo cinque volte all'anno, e abrogando l'antica tradizione di sacerdoti e ieromonaci di contribuire in natura alla vita del Patriarcato, mediante l'offerta di animali o primizie della tera. Rafforzò l'educazione e ripristinò l'autorità del Patriarcato. 
Nel 1767 abolì l'autocefalia degli arcivescovi di Peć e Ohrid, la cui giurisdizione era arrivata ad includere vaste aree di Macedonia, Epiro, Tessaglia, Albania e Serbia, riportandole nel perimetro di giurisdizione del Patriarcato di Costantinopoli.
A livello sociale, avversò la "schiavitù della donna" e parlò contro l'istituzione della dote e del matrimonio commerciale combinato. Decise di dividere lo stemma patriarcale in quattro campi, tre delle quali furono date a gerarchi del Santo Sinodo, ufficializzando in questo modo la natura sinodale del sistema amministrativo  del Patriarcato, in base al quale esiste una responsabilità in solito che argina la discrezionalità del primate. 
Le sue prese di posizione radicali destarono reazioni crescenti, che lo indussero alle dimissioni il 5 novembre 1768. Esiliato nella Monastero della Grande Lavra sul Monte Athos, nel 1770 convinse il governo ottomano a permettergli di tornare nella sua residenza a Tarabya, nel distretto di Sarıyer. Dopo le dimissioni di Teodosio II, il 17 novembre 1773 Samuele fu eletto patriarca dal Santo Sinodo per un secondo mandato, contrariamente al suo espresso volere. 
Durante il suo secondo episcopato durato circa un anno, tentò di risolvere il problema dei "Kollyvades", optando per una linea di condotta più intransigente rispetto al suo predecessore. Il 24 dicembre 1774 fu nuovamente esiliato sul Monte Athos e successivamente a Heybeliada, dove morì il 10 maggio 1775. Fu sepolto nella chiesa di San Nicola a Heybeliada.
Si dice che la nobildonna Roxandra Karatza fosse l'amante di Samuel.